# Oh Seung-hwan
;*Major League Baseball
- KBO League

Oh Seung-hwan (오승환?; [o.sɯŋ.ɦwan]) (Jeongeup, 15 luglio 1982) è un giocatore di baseball sudcoreano, lanciatore di rilievo per i Samsung Lions della Major League Baseball (MLB).

## Gli Inizi
Oh si diplomò alla Kyunggi High School di Seul. Iniziò a giocare a baseball come lanciatore ma cambio ruolo in esterno a causa un grave infortunio al braccio nel 1999. Dopo il diploma si iscrisse alla Dankook University e lì cominciò a giocare nel squadra di baseball del college. Prima dell'inizio della stagione 2001 dovette sottoporsi alla Tommy John surgery che lo costrinse a saltare l'intera stagione 2001 e 2002. Nel 2004 vinse la medaglia di bronzo con la sua nazionale al termine del campionato mondiale universitario di baseball.

## Carriera

### Korea Baseball Organization
La sua carriera nel professionismo iniziò nella KBO League nel 2005, quando fu selezionato dai Samsung Lions. Nel suo primo anno con la squadra fu impiegato come lanciatore di rilievo e closer. Fu convocato per il KBO All-Star game nel suo anno di debutto. Al termine della stagione Oh fu nominato rookie dell'anno e vinse il campionato assieme alla sua squadra, venendo inoltre nominato MVP della Korean Series. Negli anni passati in Corea vinse le Korean Series in altre quattro occasioni (nel 2011 MVP), fu nominato per gli All-Star game in tutte le stagioni tranne nel 2009 e 2010, e venne premiato come rilievo dell'anno quattro volte.

### Nippon Professional Baseball
Il 22 novembre 2013, Oh firmò un contratto biennale del valore di 990 milioni di yen con i Hanshin Tigers della Nippon Professional Baseball (NPB). Negli anni passati in Giappone fu leader in salvezze in entrambi gli anni e nel 2015 fu convocato per il NPB All-Star Game.

### Major League Baseball
L'11 gennaio 2016, Oh firmò un contratto annuale con i St. Louis Cardinals della Major League Baseball (MLB), con un'opzione per la stagione successiva. Debuttò nella MLB il 3 aprile 2016, al PNC Park di Pittsburgh contro i Pittsburgh Pirates. Divenne free agent il 2 novembre 2017.
Il 26 febbraio 2018, Oh firmò un contratto annuale del valore di 2 milioni di dollari con i Toronto Blue Jays con inclusa un'opzione per la stagione 2019. Il 26 giugno, i Blue Jays scambiarono Oh con i Colorado Rockies in cambio di Forrest Wall, Chad Spanberger, e un giocatore da nominare in seguito o una somma in denaro. Il 16 luglio, venne annunciato che Oh avrebbe perso il resto della stagione per sottoporsi ad un intervento chirurgico e recuperare, di conseguenza i Rockies lo designarono per la riassegnazione il 23 luglio, e lo svincolarono il 26 luglio.

### Ritorno nella KBO League
Il 5 agosto, Oh ritornò in Corea del Sud firmando con i Samsung Lions della KBO League, la squadra con cui cominciò la sua carriera.

## Nazionale
Oh partecipò con la Nazionale Sudcoreana ai World Baseball Classic 2006 e 2009 conquistando una medaglia di bronzo e una d'argento, alle olimpiadi 2008 vincendo la medaglia d'oro, ai giochi asiatici del 2006 e al campionato di baseball asiatico del 2007, oltre che al campionato mondiale universitario nel 2004.

## Palmarès

### Club
- Korean Series: 5

Samsung Lions: 2005, 2006, 2011-2013
- Asia Series: 1

Samsung Lions: 2011

### Individuale
- KBO Rookie of the year: 1

2005
- KBO All-Star: 7

2005–2008, 2011-2013
- MVP della Korean Series: 2

2005, 2011
- KBO Rilievo dell'anno: 5

1994–2000

### Nippon Professional Baseball
- NPB All-Star: 1

2015
- MVP della Central League Climax Series: 1

2014
- Leader della NPB in salvezze: 2

2014, 2015

### Nazionale
- World Baseball Classic:  Medaglia di Bronzo

Team Corea del Sud: 2006
- World Baseball Classic:  Medaglia d'Argento

Team Corea del Sud: 2009
- Giochi Olimpici:  Medaglia d'Oro

Team Corea del Sud: 2008
- Campionato asiatico di baseball:  Medaglia d'Argento

Team Corea del Sud: 2007
- Giochi asiatici:  Medaglia di Bronzo

Team Corea del Sud: 2006
- Campionato mondiale universitario di baseball:  Medaglia di Bronzo

Team Corea del Sud: 2004